# Carlos de Almeida Sarmento
Carlos de Almeida Sarmento ist ein Politiker aus Osttimor.
Bei den  Wahlen 2001 für die Verfassunggebende Versammlung kandidierte Sarmento auf Listenplatz 6 der Partai Liberal (PL), der späteren Partidu Democrática Liberal (PDL). Die PL konnte aber nur einen Sitz gewinnen, den Parteichef und Listenführer Armando José Dourado da Silva einnahm. Mit der Unabhängigkeit Osttimors am 20. Mai 2002 wurde die Versammlung zum Nationalparlament  und Silva Abgeordneter. Zeitweise ersetzte Sarmento Silva auf seinem Parlamentssitz.
Zu den Neuwahlen im Juni 2007 trat die PL nicht an.